# Xyris longifolia
A Xyris longifolia é uma rara espécie de planta da região dos campos de Altinópolis, cercados por canaviais e indústrias da região de Ribeirão Preto, no estado de São Paulo.